# Louise Crane
Pour l’article homonyme, voir Crane.
Louise Crane, née en 1913 et morte en 1997, est une philanthrope américaine.
Compagne de la femme politique républicaine espagnole Victoria Kent, elle fut l'amie des plus grandes figures littéraires de New York, notamment de Tennessee Williams et de Marianne Moore.

## Biographie

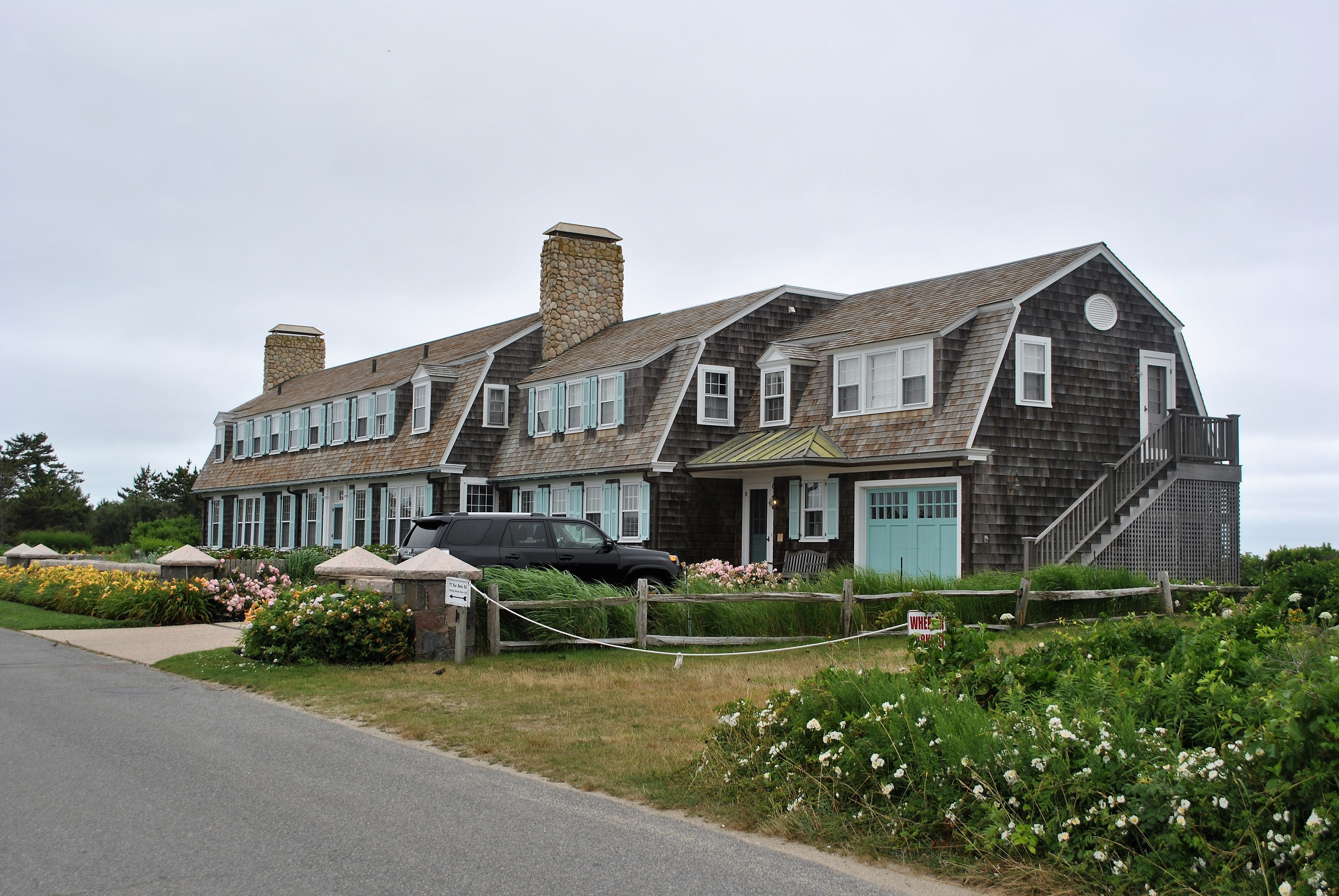
« Driftwood » à Woods Hole, dans le Massachusetts, l'une des résidences de Louise Crane et de Victoria Kent.

Louise Crane est la fille de Winthrop Murray Crane, ancien gouverneur du Massachusetts, et de Josephine Porter Boardman, cofondatrice du Museum of Modern Art (MoMA).
Dans ce milieu, elle a pu facilement entrer dans le monde du mécénat.
Fervente admiratrice de jazz et de musique orchestrale, elle organise notamment une série de cafés-concerts au MoMA avec Lukas Foss. Elle représente également des musiciens, dont Mary Lou Williams , et collabore avec sa mère dans le parrainage d'œuvres musicales.
Louise Crane rencontre la poétesse Elizabeth Bishop lors d'un voyage universitaire du Vassar College en 1930. Le couple voyage beaucoup en Europe et achète une maison en 1937 à Key West, en Floride.
Alors qu'Elizabeth Bishop vit à Key West, Crane retourne souvent à New York, développant un grand intérêt pour la chanteuse Billie Holiday.

## La vie avec Victoria Kent

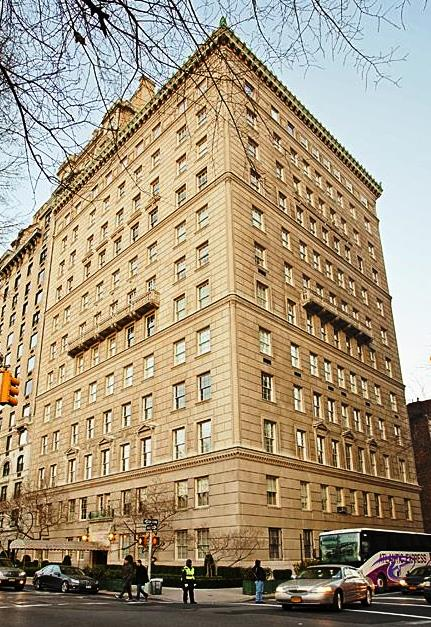
820 Fifth Avenue, l'une des résidences luxueuses de Manhattan où Louise Crane et Victoria Kent ont vécu de nombreuses années.

De 1954 à 1974, Louise Crane édite Ibérica, une revue en espagnol, avec sa partenaire, la femme politique Victoria Kent, exilée après la guerre d'Espagne aux États-Unis. Ibérica s'adresse aux républicains espagnols exilés aux États-Unis. Victoria Kent est l'une des grandes opposantes au dictateur Franco. De nombreux écrivains éminents, dont Salvador Madariaga, contribuent alors à Ibérica .
Après le décès de la mère de Louise en 1972, Louise Crane et Victoria Kent vivent ensemble à Woods Hole, dans le Massachusetts, et à Redding dans le Connecticut.
Louise Crane et Victoria Kent ont également vécu, pendant des années, dans un appartement de 18 pièces au quatrième étage du 820 Fifth Avenue, un condominium de luxe de Manhattan, sur la Cinquième Avenue.

## Postérité
- Louise Crane est l'exécutrice testamentaire de la succession de Marianne Moore après sa mort en 1972[8].
- Louise Crane et Victoria Kent reposent ensemble au cimetière d'Umpawaug de la ville de Redding[9].

- Elles laissent à la postérité les archives Louise Crane and Victoria Kent papers à l'université Yale[10].